# Rhabdomastix incapax
Rhabdomastix incapax är en tvåvingeart som beskrevs av Starý 2005. Rhabdomastix incapax ingår i släktet Rhabdomastix och familjen småharkrankar. Inga underarter finns listade i Catalogue of Life.